# 金原ダム (長野県東御市)
金原ダム（かなばらダム）は、長野県東御市和（かのう）、信濃川水系金原川に建設されたダム。高さ36メートルのロックフィルダムで、洪水調節・不特定利水・上水道を目的とする、長野県営の多目的ダムである。

## 歴史
かつて、金原川流域はチガヤやショウブなどが群生する原野であり、金原ダム建設地点よりすぐ下流には菖蒲平と呼ばれた地域があった。戦後に開拓が進められ、現在は畑作や酪農が行われている。ただ、周辺は長野県内でも有数の小雨地帯で、農業用水や水道用水の不足が問題となっていた。また、近年では集中豪雨の頻度が高まり、流域の治水も求められた。
長野県は金原川に比較的小規模なダムの建設を計画。1986年（昭和61年）より現地調査を始め、1988年（昭和63年）には国庫補助事業である小規模生活ダム事業（現・生活貯水池事業）として採択される。1992年（平成4年）2月の用地補償基準調印後、周辺の道路整備に着手。堤体盛り立て工事は1996年（平成8年）8月から始められた。金原ダムは、土質遮水コアを斜めに造成し、両脇を岩石で固め高さ36メートルの高さに築き上げた傾斜土質遮水壁型ロックフィルダムで、貯水池容量を確保するため河床を掘り下げた際に排出した土砂や岩石を堤体形成のために使用。また地底を流れる地下水の水位が高く、底面より水が浸透し流出することを防ぐため、貯水池全面を土質ブランケットで覆ってある。土質遮水壁の調合に際し、大林組は油圧式かくはん機を導入した。同時期に建設が進められた鳥取県の下蚊屋（さがりかや）ダムでも同様の機器が導入されており、品質を維持しつつ作業の効率化とコストダウンを図っている。
堤体盛り立て工事は1998年（平成10年）12月に完了し、試験湛水を1999年（平成11年）10月より実施、2000年（平成12年）3月に完成した。金原川では、ダム完成後も民家が建ち並ぶ下流域で河川改修が進められている。東御市は千曲川（長野県内における信濃川の呼称）への合流点より上流1.8キロメートルの区間にわたる護岸工の施工実施を平成17年度から平成26年度にかけて予定している。
金原ダム貯水池の水を水道用水として利用するための水利権は1993年（平成5年）3月に取得しており、すでに1991年（平成3年）2月には水道事業者との基本協定が結ばれている。金原ダム建設の背景には周辺地域への工場進出による水需要の高まりを想定していたこともあったが、景気の低迷によって水道用水としての利用状況については現在のところ予想を下回っている。ただ、かねてより利用されてきた地下水に硝酸性窒素および亜硝酸性窒素の上昇が見られる地域もあり、今後金原ダムの水利用が増加する見込みもある。

## 周辺
上田市中心市街地の国道18号から東御市、東部湯の丸インターチェンジ（上信越自動車道）方面へとつながる浅間サンライン（浅間山麓広域農道、一部長野県道79号小諸上田線）を走ると、下大川交差点付近で金原ダムの案内板が目にとまる。これに従って山側へと進むと、東入地区の人々が建立した拓魂碑があり、そこに小さめの道しるべが金原ダムへの道を示している。
ダム左岸には駐車場があり、金原ダムの石碑と案内説明板がある。堤頂はアスファルトで舗装し歩道として開放されており、洪水吐やダム管理事務所がある右岸側へ行ける。貯水池はすり鉢状で広さは4ヘクタールと小さく、くぼんだ前方後円墳にも見える。ダム直下はさくが設けられ立ち入りは制限されているが、駐車場へ向かう途中の坂道からダム堤体全体を眺めることができる。
ダム周辺には 浅間高原カントリー倶楽部 や、大田区休養村とうぶ がある。東御市と東京都大田区とは、1996年（平成8年）8月、東部町時代に友好都市提携を結んで以来の姉妹都市である。

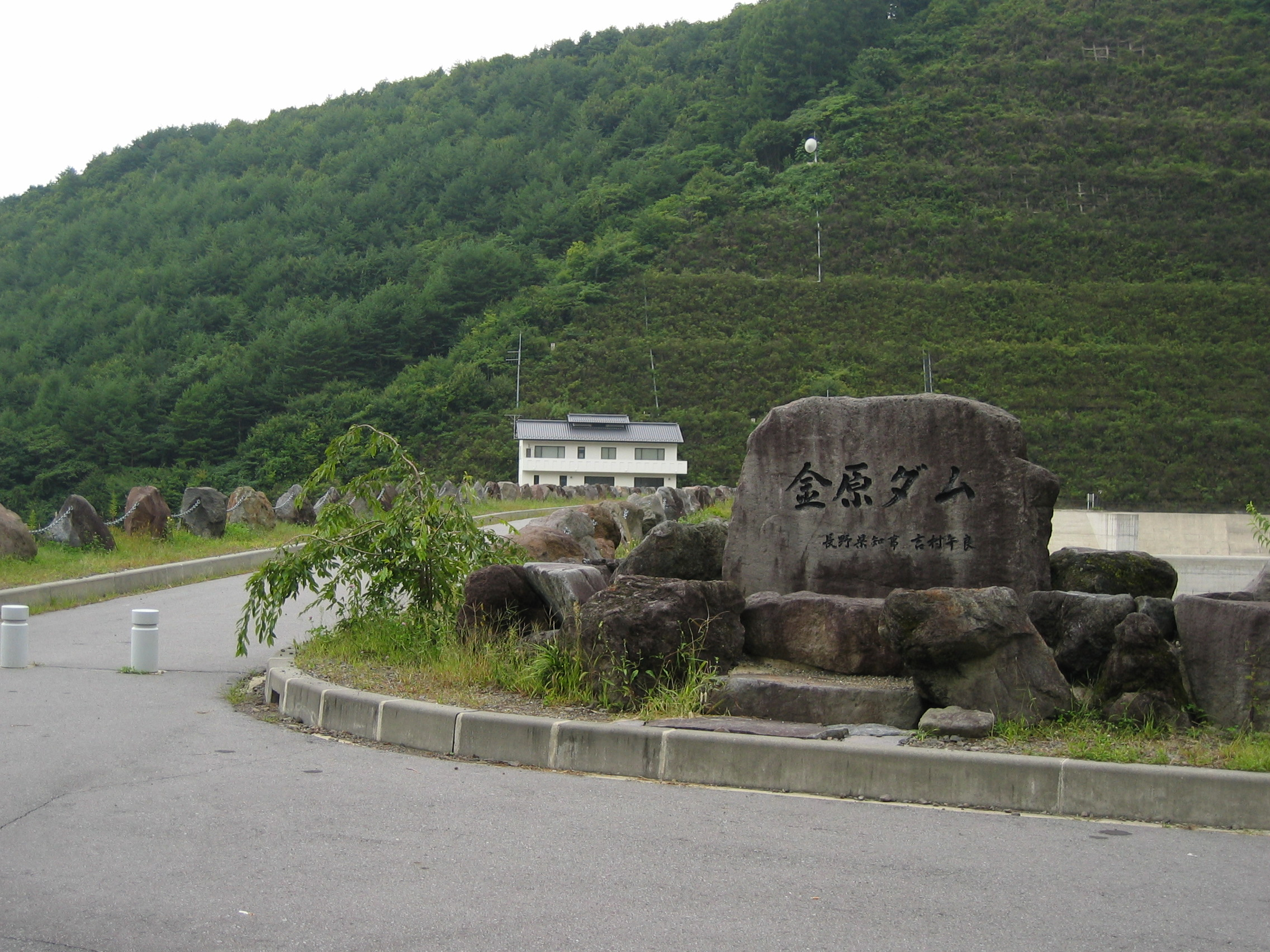
金原ダムの石碑と金原ダム管理事務所（写真奥）
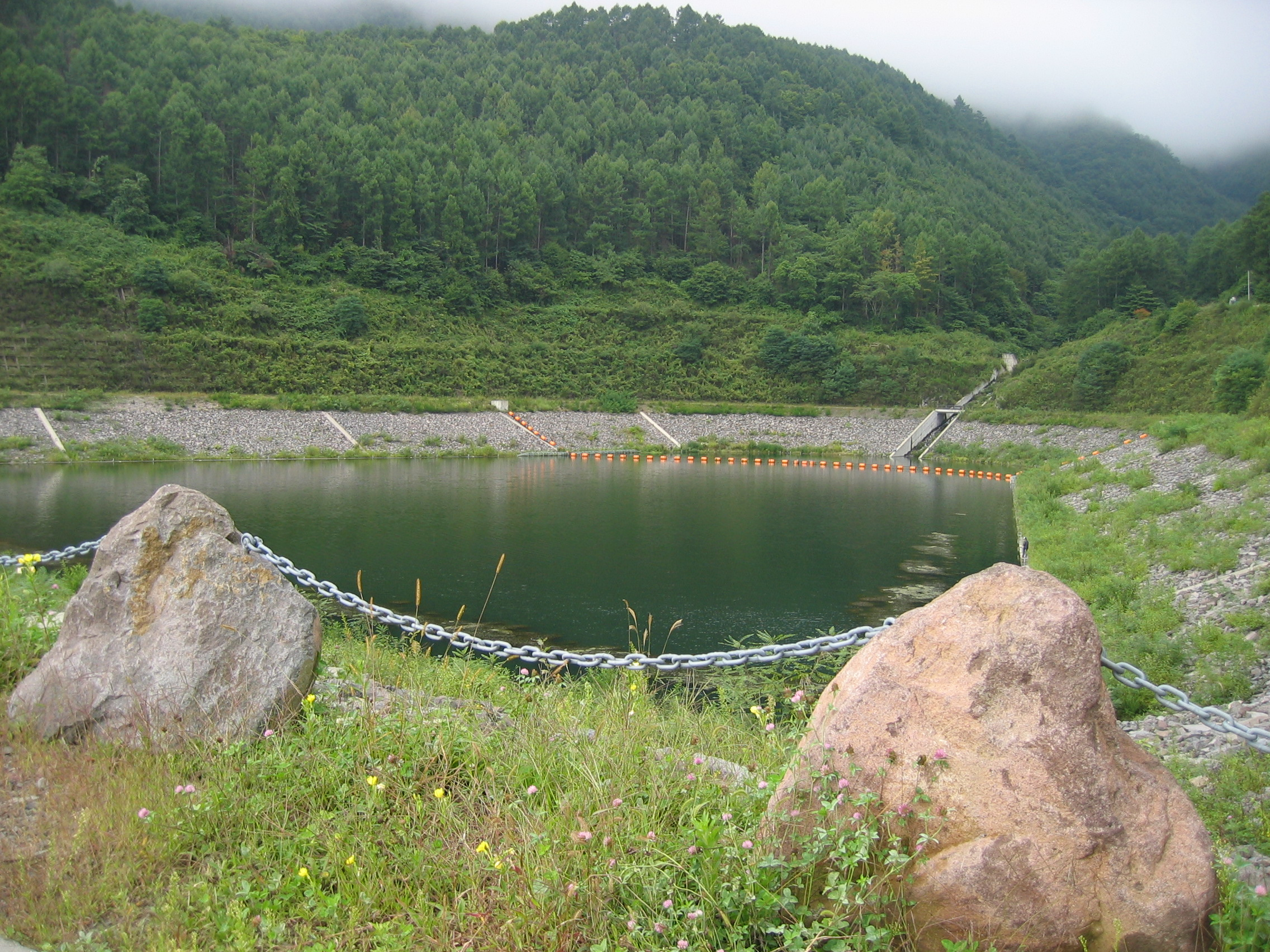
すり鉢状の貯水池